# Coracopseinae
Coracopseinae Joseph, Toon, Schirtzinger, Wright & Schodde, 2012 è una sottofamiglia di uccelli della famiglia Psittaculidae

## Descrizione
I coracopsini sono pappagalli di media taglia, dal piumaggio poco appariscente (colorazione dal grigio al bruno); hanno collo lungo, coda arrotondata e becco roseo.

## Tassonomia
La sottofamiglia comprende quattro specie in due generi:
- genere Coracopsis Wagler, 1832, 1832
  - Coracopsis nigra (Linnaeus, 1758) - vasa minore
  - Coracopsis vasa (Shaw, 1812) - vasa maggiore
  - Coracopsis barklyi E.Newton, 1867 - vasa delle Seychelles
- genere Mascarinus Lesson, 1831 †
  - Mascarinus mascarin (Linnaeus, 1771) - pappagallo delle Mascarene †